# 代斯珀塔尔
代斯珀塔尔（德語：Despetal，意为“代斯珀河谷”）是德国下萨克森州的一个市镇。总面积15.03平方公里，总人口1335人，其中男性650人，女性685人（2011年12月31日），人口密度89人/平方公里。